# Jan Roder

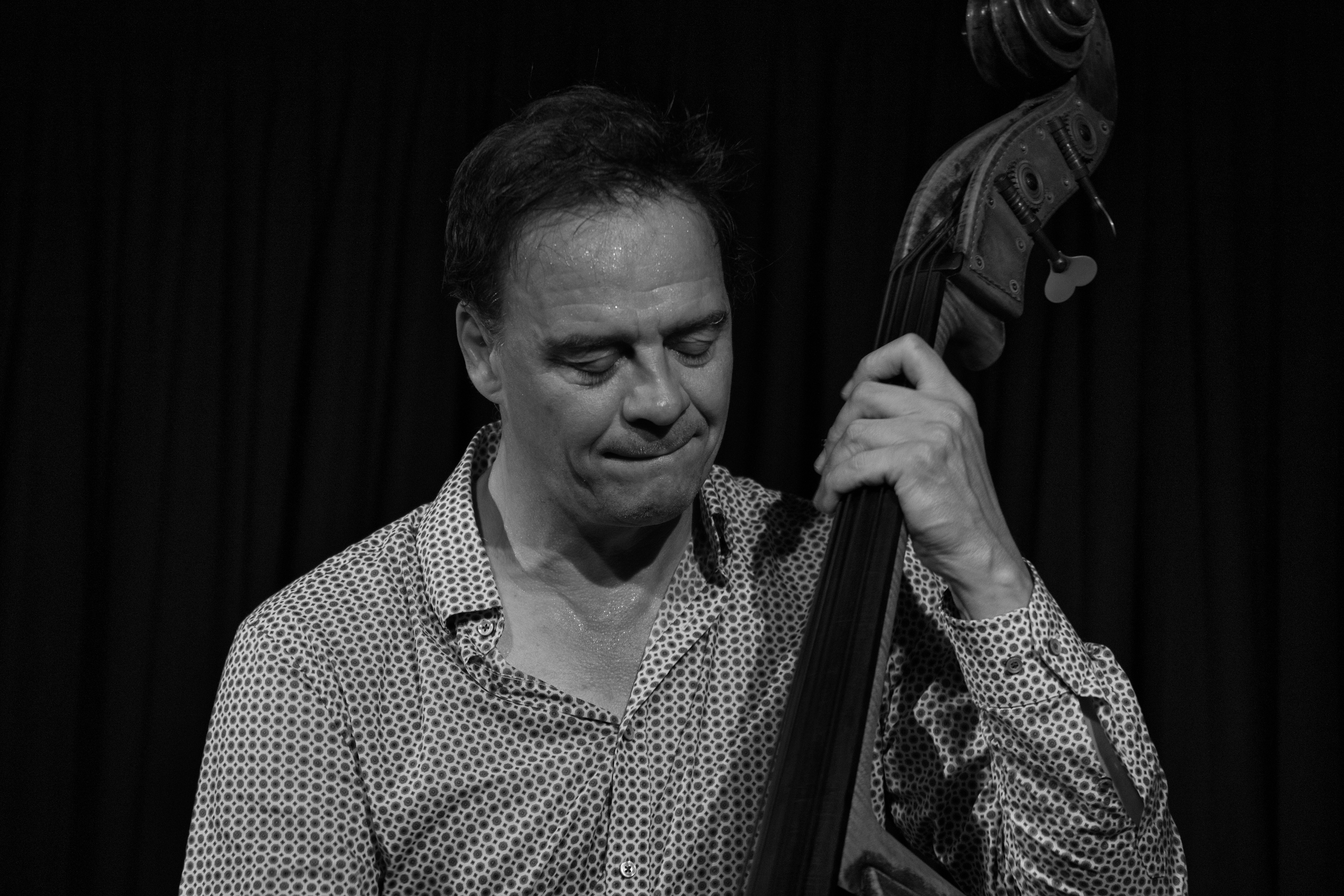
Jan Roder im Club W71 (2022)

Jan Roder (* 1968) ist ein deutscher Jazz-Bassist.

## Leben und Wirken
Roder studierte Musik in Hannover. Er begann seine Karriere als Rockmusiker. Im Rahmen eines Schüleraustauschs verbrachte er mit 17 ein Jahr in Brasilien, wo er in verschiedenen Clubs und Bars Bossa Nova und Heavy Metal spielte. 1995 kam er nach Berlin, wo er mit Musikern wie Ulrich Gumpert, Ernst-Ludwig Petrowsky, Manfred Schoof, Uschi Brüning, Joachim Kühn, Aki Takase, Gunter Hampel, Mircea Tiberian und Axel Dörner Tourneen und Konzerte spielte.
Als Nachfolger von Joachim Dette bildet er mit Axel Dörner, Rudi Mahall und Uli Jenneßen die Band Die Enttäuschung, die neben eigenen Stücken gemeinsam mit Alexander von Schlippenbach das Gesamtwerk von Thelonious Monk aufführte (das Quartett erweiterte sich zwischen 2017 und 2021 mit Christof Thewes zum Quintett).
Mit Björn Lücker und Henrik Walsdorff bildet er die Gruppe The Most. Daneben wirkte er im Caciula Trio (mit Maurice de Martin und Ben Abarbanel-Wolff) und der Gruppe JR 3, dem Silke Eberhard Quartett, der Spielvereinigung Kreuzberg und dem Zoran Terzić Trio mit und tritt als Duopartner von Maria Răducanu auf. Mit Thomas Borgmann und Willi Kellers bildet er das Trio Keys & Screws. Außerdem spielt Roder seit 2010 in einem, sehr stark von Improvisation und Freiheit der einzelnen Künstler getriebenen, Avantgarde-Jazz-Trio (Trio Brom) zusammen mit Christian Marien und Alexander Beierbach. Er arbeitete auch mit Stephen Gauci und Joe Hertenstein (Soundlift Berlin-New York) sowie mit Anna Kaluza (Jack, 2024).

## Diskographie (Auswahl)

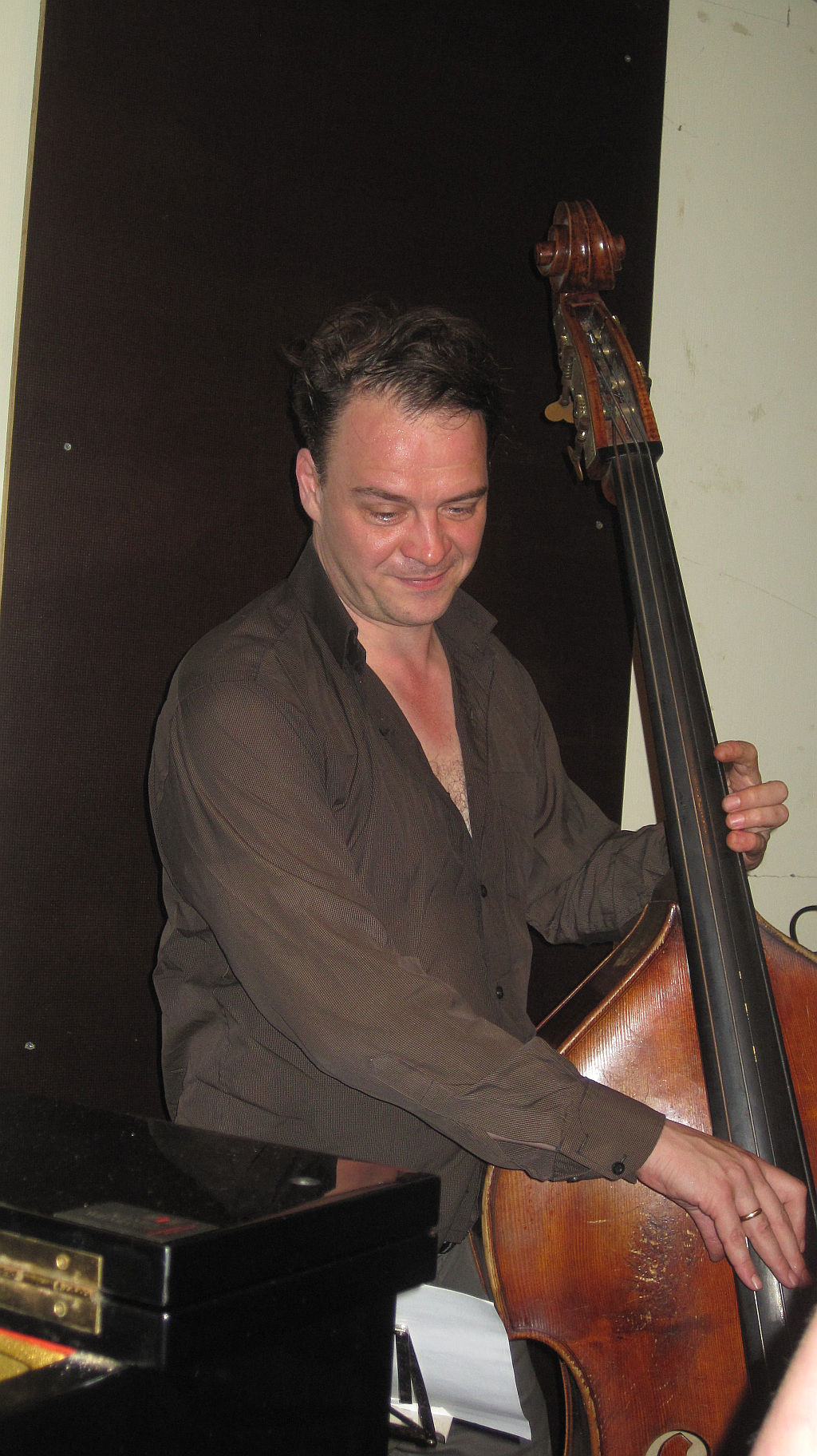
Jan Roder, Konzert in Cavete, Marburg 2011

- Die Enttäuschung 1 (Grob, rec. 1997, ed. 2002)
- Silke Eberhard/Tobias Netta/Jan Roder/Björn Lücker ElevatorMusic (Art Pur/FennMusic), 2001
- Caciula Trio 7 Songs from the Wagendorf of Dreams (Konnex Records), 2004
- Baby Bonk Sagt die Wahrheit (Konnex Records) mit Michael Griener, Kalle Kalima, Martin Klingeberg, 2005
- Zoran Terzic Trio : 1 (Konnex 2005)
- Silke Eberhard Quartett Mohnmarzipan (Intuition Records) mit Niko Meinhold, Sebastian Merk, 2006
- Double Bass (Jazzwerkstatt, 2008)
- Axel Dörner, Håvard Wiik, Christian Lillinger, Jan Roder Die Anreicherung (Jazzwerkstatt 2013)
- Griener, Mahall, Roder, Thewes Squakk: Willisau & Berlin (Intakt Records 2014)
- Andreas Schmidt, Jan Roder & Max Andrzejewski E-Motian's (Unit Records 2015)
- Andreas Willers, Jan Roder, Christian Marien Derek Plays Eric (Jazzwerkstatt 2017)
- Silke Eberhard Trio: The Being Inn (2017)
- Keys & Screws: Some More Jazz (NoBusiness Records 2020) mit Thomas Borgmann / Willi Kellers
- Ruf der Heimat: Secrets (Jazzwerkstatt, 2020) mit Thomas Borgmann / Christof Thewes / Willi Kellers
- Silke Eberhard Trio: Being the Up and Down (Intakt, 2021)
- Anna Kaluza & Jan Roder: Am Frankfurter Tor (Relative Pitch, 2022)
- Colin Webster / Mark Holub / Sofia Salvo / Jan Roder: Sowieso (Raw Tonk 2023)
- Die Enttäuschung: Music Minus One (2023)
- BROM: A Night and 43 Seconds (2024), mit Alexander Beierbach, Christian Marien
- Silke Eberhard Trio: Being-a-Ning (2024)